# Фијат R.2
Фијат R.2 (итал. Fiat R.2) је италијански једномоторни, двоседи, двокрилни извиђачки авион. Авион је први пут полетео 1918. године. Производила га је фирма Fiat Aviazione (Фиат Авиазионе).

## Пројектовање и развој
Фиат R.2 је био први авион који је носио бренд Фиат након што је SIA Sociétà Italiana Aviazione (Социета Италиана Авиазионе) из Торина постала Fiat Aviazione (Фиат Авиазионе). Овај извиђачки двокрилац који је препројектовао тим инжењера Celestino Rosatelli. Изведен је из авиона SIA 7B.2 који је имао структралних проблема. Побољшан и незнатно смањен у величини у поређењу са оригиналним авионом, задржао је мотор Фиат А-12bis. Првобитна ознака овог авиона је била SIA R.2 да би на крају добио званичан назив Фиат R.2. Први пут је полетео 1918. године и одмах ушао у серијску производњу.

## Технички опис
Труп му је правоугаоног попречног пресека, бокови трупа и под су равни а поклопац трупа закривљен. Носећа конструкција трупа је дрвена. Дијагонале за учвршћење рамова су жичане. На бочним страницама трупа се налазе уздужне летве постављене да би држале платнену облогу. Прамац трупа у пределу мотора је обложен алуминијумским лимом. Шперплочом је обложена горња страна трупа. Изван лимене облоге, цео труп је обложен импрегнираним обојеним платном. Авион је имао два отворена кокпита у тандем распореду. Пилот је седео у првом а у другом у је седео осматрач који је уједно и био митраљезац у случају напада на авион. Прегледност из пилотске кабине је била добра јер се хладњак расхлдне течности налазио испред мотора.
Авион Фиат R.2 је био опремљен 6-то цилиндричним мотором са линијским распоредом цилиндара и течношћу хлађен Fiat A.12bis снаге 300 KS што је за 40 KS више од мотора Fiat A.12. На вратилу мотора се налазила двокрака дрвена вучна елиса фиксног корака.
Крила су била дрвене конструкције са две рамењаче, релативно танког профила, пресвучена импрегнираним платном. Крилца за управљање авионом су се налазила само на горњим крилима. Крила су између себе била повезана са по два пара упорница. Затезачи су били од клавирске челичне жице. Горње и доње крило су имала исти облик и димензије. Спојеви предње ивице са бочним ивица крила су полукружно изведени. 
Конструкције репних крила и вертикални стабилизатор као и кормило правца су била направљена од дрвета пресвучена платном.
Стајни трап је био, за то време, конвенционалан фиксан, бициклистичког типа, са једноставним точковима међусобно повезаним крутом осовином. Конструкција трапа је била од заварених челичних цеви. Испод репа, авион је имао дрвену еластичну дрљачу као трећу ослону тачку.

## Наоружање
Авион је био наоружан са једним фиксним, са елисом синхронизованим митраљезом, који се налазио испред пилота на горњој страни трупа, изнад мотора са леве стране и пуцао је кроз обртно поље елисе. Дуги или удвојени митраљез се налазио на рундели кокита у коме се налазио осматрач. 
| Наоружање авиона: Фиат         |           |
| Ватрено (стрељачко) наоружање  |           |
| Топ                            |           |
| Митраљез                       |           |
| Број и ознака митраљеза        | 2 х Levis |
| Калибар                        | 7,7       |
| Бомбардерско наоружање (бомбе) |           |
| Ракетно наоружање (ракете)     |           |

## Верзије
Није направљена ниједна додатна верзија овог авиона.

## Оперативно коришћење
Улога Авион Фиат R.2 је извиђачки авион и задатак му је да прикупља све потребне податке до којих може доћи из ваздуха о противничкој страни.
Производња Овај авион се производио у периоду од 1918. до 1924. а укупно је произведено око 130 авиона.
Употреба Авион Фиат R.2 је произведен пред сам крај Првог светског рата и користило га је ратно ваздухопловство Италије. Први авиони су пристигли на фронт у октобру месецу а примирје закључено у новембру 1918. године. Због тога су отказане велике поруџбине ових авиона. Четири авиона која су продата Турској коришћени су тамо у ратним операцијама.
После рата ови авиони су коришћени у мирнодопске сврхе. Кад је Италија кренула у колонијалне ратове ови авиони су коришћени у Сомалији и Етиопији. Италијанско ваздухопловство је користило ове авионе од 1918. до 1927. године.

## Земље које су користиле авион
- Италија
- Турска